# Iophon
Iophon (grec ancien Ἰοφῶν, Iophôn ; floruit de -428 à -405) est un poète tragique grec et le fils de Sophocle et Nicostrata.

## Biographie
Iophon remporta le premier prix tragique en -435 et le deuxième prix tragique en -428, derrière Euripide et devant Ion de Chios. En -405, Aristophane dans Les Grenouilles (vv. 73, 78 et scholies) montre qu’il le considère comme le seul auteur tragique de valeur à cette époque, quoiqu’il bénéficierait à l’occasion de l’aide paternelle.
Il a écrit cinquante pièces, dont ne restent que quelques fragments épars et huit titres d'œuvres : Achille, Actéon, Les Aulodes, Les Bacchantes, Dexamenos, La Destruction d’Ilion, Penthée et Télèphe.
Iophon aurait suscité un conflit familial en prétendant devant le tribunal des phratores que son père Sophocle, étant frappé de sénilité, devait être déchargé de la gestion de ses affaires, lequel répondit brillamment et avec succès en déclamant quelques vers de l’œuvre qu’il était en train d’écrire, à savoir le fameux passage choral d’Œdipe à Colone dans lequel est fait l’éloge de la « Blanche Colone » (v. 668 sqq.) pour prouver qu’il avait bien tout son sens